# Euplecte à croupion jaune
Euplectes capensis
Espèce
Statut de conservation UICN

 LC  : Préoccupation mineure
L'Euplecte à croupion jaune (Euplectes capensis) est une espèce de passereaux appartenant à la famille des Ploceidae.